# متخفي بارع
متخفي بارع (الاسم العلمي: Dolophrades)، جنس خنافس من فصيلة خنافس طويلة القرون وفُصيلة خنافس طويلة القرون مسطحة الوجه. يحتوي على الأنواع التالية:
- Dolophrades birmanus Breuning, 1958
- Dolophrades mustanganus Holzschuh, 2003
- Dolophrades punctatus (Pic, 1934)
- Dolophrades terrenus Bates, 1884